# Европски дабар
Европски дабар (лат. Castor fiber) је сисар из реда глодара (Rodentia) и породице даброва (Castoridae).

## Распрострањење
Ареал европског дабра обухвата већи број држава. Врста је присутна у Русији, Норвешкој, Немачкој, Шпанији, Италији, Белорусији, Финској, Монголији, Португалу, Француској, Кини, Казахстану, Луксембургу, Турској, Уједињеном Краљевству, Молдавији, Шведској, Пољској, Србији, Мађарској, Румунији, Украјини, Данској, Холандији, Црној Гори, Лихтенштајну, Литванији, Летонији, Словачкој, Словенији, Чешкој, Естонији, Хрватској, Аустрији, Белгији и Бугарској.
Почетком двадесетог века је дабар потпуно истребљен из Србије и околних земаља. Ловљени су због крзна, које се сматрало непромочивим, због меса, али и због касторијалних жлезда које су коришћене при изради парфема, миришљавих уља и купки.
Априла 2004. је из Баварске донето 35 јединки које су пуштене у Специјални резерват природе Засавица (СРП). Насељавање је настављено 2004. и 2005. године када је у СРП Обедска бара пуштено још 40 јединки. Одатле се врста ширила, па дабар сада насељава скоро све веће водотокове у Србији. Почетком 2022. године се процењени број јединки кретао између две и три хиљаде.

## Станиште
Станишта врсте су шуме, планине, мочварна подручја, језера и језерски екосистеми, речни екосистеми и слатководна подручја.

## Угроженост
Ова врста је наведена као последња брига, јер има широко распрострањење и честа је врста. У Србији је дабар строго заштићена врста.